# Hana Ponická
Hana Ponická (* 15. Juli 1922 in Halič; † 21. August 2007 in Banská Bystrica) war eine slowakische Schriftstellerin.

## Leben
Hana Ponická kam als Tochter eines Richters in Halič zur Welt. Ihre Kindheit und Jugend waren von mehreren Umzügen geprägt. So lebte sie mit ihren Eltern in ihrer Geburtsstadt Halič, in Košice, Banská Bystrica, Martin und Bratislava. In Bratislava beendete sie 1940 auf einer Mädchenschule ihre schulische Ausbildung mit dem Abitur. Im Anschluss studierte sie in Bratislava Medizin und arbeitete noch während des Studiums in einem Krankenhaus als Ärztin. Zudem nahm sie in dieser Zeit auch aktiv am Slowakischen Nationalaufstand teil. Nach Kriegsende arbeitete sie für das Rote Kreuz als Krankenschwester und empfing und betreute im Bratislava hlavná stanica KZ-Überlebende, welche mit Zügen eingeliefert wurden. In Folge dieser Tätigkeit entschied sie sich, ihr Medizinstudium nicht weiterzuführen.
Nachdem sie zwischen 1948 und 1950 mit ihrem damaligen Ehemann Štefan Žary in Rom gelebt hatte, arbeitete Hana Ponická nach der Rückkehr nach Bratislava als Redakteurin, später als Schriftstellerin, Übersetzerin und Publizistin. 1956 wurde sie in die slowakischen Sektion des tschechoslowakischen Schriftstellerverbandes aufgenommen. Zwischen 1968 und 1972 war sie Herausgeberin und Redakteurin der Sonntagszeitschrift Smena na nedelí. Dort veröffentlichte sie neben journalistischen Beiträgen auch von ihr verfasste Prosa. Diese Funktion musste sie wegen ihrer Haltung zur tschechoslowakischen Regierung und zu den sowjetischen Besatzern aufgeben. Ferner begleitete sie Giuliana Benzoni, eine italienische Adlige und Verlobte des 1919 verstorbenen slowakischen Politiker Milan Rastislav Štefánik, 1969 bei ihrem Besuch im slowakischen Teil der Tschechoslowakei. 1990 veröffentlichte sie ein Buch über ihn mit dem Titel Milan Rastislav Štefánik – Hrdina sa vracia.
Nachdem sie 1972 ihren Posten als Herausgeberin und Redakteurin verloren hatte, zog Hana Ponická gemeinsam mit ihrem damaligen Ehemann Jaroslav Šolc in die Ortschaft Lukavica bei Sliač. Am 2. März 1977 hielt sie auf dem III. Slowakischen Schriftstellerkongress eine Rede, in welcher sie die im Jahr 1970 gegen Schriftsteller verhängten Publikationsverbote kritisierte. Zudem kritisierte sie die kommunistischen Behörden unter anderem wegen politischer Übergriffe auf Schriftsteller. Im gleichen Jahr unterschrieb sie die Charta 77. In Folge wurde sie mit einem Veröffentlichungsverbot belegt und ihre Bücher wurden aus den Bibliotheken der Tschechoslowakei entfernt. Für die staatliche Führung galt sie nun als Dissidentin und wurde als solche zwischen 1977 und 1989 überwacht. In dieser Zeit schrieb sie den dokumentarischen Roman Lukavické zápisky, welchen sie 1989 veröffentlichen konnte. In dem Buch verarbeitete sie ihr Leben als verfolgte Schriftstellerin und die Zustände in der kommunistischen Tschechoslowakei.
Während sie überwacht wurde, hatte Hana Ponická Kontakt zu ebenfalls überwachten tschechischen Schriftstellern und veröffentlichte Feuilletons in einer Prager Zeitung. Ferner arbeitete sie für den von den USA gegründeten und finanzierten Radioveranstalter Radio Free Europe / Radio Liberty. Im September 1989 wurde sie gemeinsam mit anderen Schriftstellern aufgrund des Widerstands gegen die Praktiken des kommunistischen Regimes vor Gericht gestellt, aber bereits zwei Monate später im Zuge der Samtenen Revolution wieder freigelassen. Das gegen Hana Ponická verhängte Veröffentlichungsverbot wurde ebenfalls zurückgenommen. Neben bisher unveröffentlichten Texten ließ sie auch bereits veröffentlichte Werke neu herausbringen.
Hana Ponická war insgesamt drei Mal verheiratet. In erster Ehe war sie mit dem Schriftsteller und Journalisten Štefan Žáry verheiratet. Aus der Ehe gingen drei Kinder hervor, darunter die 1947 geborene Übersetzerin und Redakteurin Katarína Jusková. In zweiter Ehe war sie mit dem Dichter, Übersetzer und Essayisten Ján Kostra und in dritter Ehe mit dem Historiker Jaroslav Šolc verheiratet. 
Für ihr Wirken erhielt sie mehrere staatliche Auszeichnungen. So wurde sie 1996 von dem tschechischen Präsidenten Václav Havel mit der I. Stufe der Medaile za zásluhy geehrt. Sechs Jahre später verlieh ihr der slowakische Präsident Rudolf Schuster am 2. September 2002 die I. Klasse des Ľudovít-Štúr-Ordens.
Hana Ponická starb 2007 im Alter von 85 Jahren und wurde in ihrer Geburtsstadt Halič beigesetzt.

## Werke
- Lukavické zápisky. Vydavateľstvo Michala Vaška, 2004, ISBN 80-7165-456-6, S. 433 (slowakisch).
- Milan Rastislav Štefánik – Hrdina sa vracia. Pressfoto, Prag 1990, ISBN 80-226-0005-9, S. 32 (tschechisch).